# پای شیر لوب‌شانه‌ای
پای شیر لوب‌شانه‌ای (نام علمی: Alchemilla pectiniloba) یک گونه از سرده پای شیر از خانواده یا تیرهٔ گلسرخیان است.